# Apostolepis breviceps
Apostolepis breviceps là một loài rắn trong họ Colubridae. Loài này được Harvey, Gonzales & Scrocchi mô tả khoa học đầu tiên năm 2001.